# Казка про царевича і трьох лікарів (мультфільм)
«Казка про царевича і трьох лікарів» — мультиплікаційний фільм 1965 року Творчого об'єднання художньої мультиплікації Київської кіностудії науково-популярних фільмів, режисер — Оксана Ткаченко. Мультфільм озвучено російською мовою.

## Сюжет
Бережуть батьки Царевича як зіницю ока. Простудився він якось і ніхто його не може вилікувати. Тільки дроворуб має добрий засіб — попрацювати в лісі сокирою. Так Царевич і одужав.

## Творча група
- Автор сценарію: Федір Хитрук
- Режисер-постановник: Оксана Ткаченко
- Асистент режисера: А. Криворотенко
- Художник-постановник: Амброз Жуковський
- Асистент художника-постановника: В. Легкобит
- Композитор: Антон Муха
- Оператори: Григорій Островський, Анатолій Гаврилов
- Асистент оператора: С. Нікіфоров
- Звукооператор: Ігор Погон
- Редактор: Тадеуш Павленко
- Художники-мультиплікатори: Володимир Гончаров, Володимир Дахно, В. Дьомкін, Марк Драйцун, Євген Сивокінь, Давид Черкаський
- Текст читає: Григорій Лойко
- Директор картини: Іван Мазепа

## Дивись також
- Фільмографія ТО художньої мультиплікації студії «Київнаукфільм»